# سوفی بارژاک
سوفی بارژاک (فرانسوی: Sophie Barjac‎؛ زادهٔ ۲۴ مارس ۱۹۵۷) بازیگر اهل فرانسه است. از فیلم‌ها یا برنامه‌های تلویزیونی که وی در آنها نقش داشته‌است می‌توان به تحقیق مجدد، بیا مخ اون دخترهای انگلیسی را بزنیم و آلیس اشاره کرد.

## زندگی‌نامه
او در ۹ سالگی همراه با خانواده‌اش فرانسه را ترک کرد و به بروکسل رفت. او از خانواده‌ای پنج‌فرزندی است و در مصاحبه‌ای در سال ۲۰۰۷ برای نمایش «پوکر» گفته است که به‌خاطر ظاهر جذابش برای این حرفه انتخاب شده و کارش را به‌صورت تجربی آموخته است.
وی در ابتدا مدل بود، اما از برهنه شدن خودداری کرد، تا این‌که کارگزار هنری، ژرژ لامبر، زمینهٔ بازیگری را برایش فراهم کرد.
او در دههٔ ۷۰ میلادی با فیلم‌های کمدی محبوبی مانند بیا مخ اون دخترهای انگلیسی را بزنیم و هتل کنار ساحل به موفقیت دست یافت.
در تلویزیون نیز با بازی در سریال‌های موفقی مانند آن روز به روز، کمیسر مولن، اتاق بانوان و شهر مرزی مورد توجه قرار گرفت.